# Omicidio di Gabriele Sandri
L'omicidio di Gabriele Sandri è un caso di cronaca nera avvenuto l'11 novembre 2007, nel quale l'agente Luigi Spaccarotella sparò un colpo di pistola sull'autostrada A1 presso l'Autogrill Badia al Pino est situato in Civitella in Val di Chiana (Arezzo) togliendo la vita a un giovane disc jockey di 26 anni di Roma a seguito di alcuni tafferugli tra tifoserie.

## La vittima

Un graffito a Roma che rende omaggio a Gabriele Sandri.

Nato a Roma il 23 settembre 1981, Gabriele Sandri, 26 anni, soprannominato "Gabbo", era un noto disc jockey della capitale, tifoso della Lazio e i suoi genitori erano proprietari di un negozio di abbigliamento in zona Balduina.

## L'omicidio
La mattina dell'11 novembre 2007 Sandri e altri quattro amici si trovavano sull'A1, diretti a Milano per assistere all'incontro di calcio tra Inter e Lazio previsto alle 15:00 allo stadio Giuseppe Meazza di San Siro. I cinque, a bordo di una Renault Mégane, si fermarono all'area di servizio Badia al Pino all'altezza di Civitella in Val di Chiana (Arezzo) per attendere l'arrivo di altri amici, provenienti sempre da Roma su una Renault Clio. Intorno alle 9:00, i tifosi laziali entrarono in contatto con alcuni sostenitori della Juventus e tra i due gruppi scoppiò una rissa.
I tafferugli attirarono l'attenzione di una pattuglia della Polizia stradale che si trovava sul lato opposto della carreggiata e che, azionata la sirena, si portò a bordo strada; mentre il gruppo di amici di Sandri risaliva in auto e si accingeva a ripartire, l'agente Luigi Spaccarotella – stando alla sua testimonianza, convinto che i quattro stessero fuggendo a seguito di una rapina – scese dall'auto di servizio, prese la mira e da una distanza di circa cinquanta metri esplose due colpi di pistola.
Il secondo proiettile oltrepassò la rete divisoria fra le carreggiate e raggiunse la Mégane, che nel frattempo si era messa in movimento, centrando al collo Sandri che dormiva al centro del sedile posteriore. I compagni di viaggio si resero immediatamente conto delle gravi condizioni di Gabriele e si fermarono perciò nell'area di servizio successiva di Reggello, 30 km più avanti, per allertare sia le forze dell'ordine sia il soccorso sanitario ma l'ambulanza giunse sul posto quando ormai il ragazzo era già deceduto.

### Reazioni e conseguenze
Alla diffusione della notizia seguì la scelta, da parte della FIGC, di rinviare la gara tra Inter e Lazio: per le altre partite, fu disposto l'inizio con 10 minuti di ritardo; per il successivo week-end, la FIGC dispose la sospensione di serie B e serie C. Diversi stadi furono teatro di incidenti, causati dalle tifoserie in segno di protesta contro le forze dell'ordine: a Bergamo, l'incontro tra Atalanta e Milan venne sospeso dopo pochi minuti per le intemperanze dei supporter orobici. Altre reazioni violente si ebbero a Parma e Taranto. A Lavello (PZ) la tifoseria del Brindisi si rese protagonista di alcuni episodi di violenza contro le forze dell'ordine e sei tifosi pugliesi furono tratti in arresto, mentre Milano e Roma furono invase da cortei di tifosi che aggredirono le caserme e gli agenti. Per ragioni di sicurezza pubblica, anche il posticipo tra Roma e Cagliari in programma alle 20:30 nella capitale fu rinviato.
Come misura immediata, la FIGC espresse l'idea di vietare le trasferte ritenute più pericolose e di rendere obbligatorio il riconoscimento all'entrata degli stadi. Già dal 2008 fu poi promossa la tessera del tifoso, sebbene negli anni seguenti il problema della violenza negli stadi e tra le tifoserie non sia mai stato completamente risolto.
Gli Statuto dedicarono a Sandri il brano È già domenica, uscito sull'omonimo album nel 2010.

### Funerali
Il funerale di Sandri si tenne il 14 novembre 2007, nella Chiesa di San Pio X alla Balduina. Alla cerimonia presenziarono migliaia di persone, tra cui l'intera squadra della Lazio, il capitano dell'Associazione Sportiva Roma, Francesco Totti e l'allenatore Luciano Spalletti. All'uscita del feretro, alcuni presenti intonarono slogan contro le forze dell'ordine e sulla bara furono lasciate sciarpe di altre squadre.

## I procedimenti giudiziari
Nel luglio 2009, Spaccarotella fu condannato a 6 anni di reclusione per omicidio colposo con colpa cosciente: la sentenza fu poi riformata in appello nel dicembre 2010 e tramutata in omicidio volontario, rivalutandolo in dolo eventuale, e inasprendo la pena a 9 anni e 5 mesi di reclusione.
Nel 2012 la Corte suprema di cassazione, cui la difesa di Spaccarotella aveva fatto ricorso, ribadì il verdetto di secondo grado della Corte d'assise d'appello di Firenze, confermando la condanna per omicidio volontario. A dieci anni dal delitto, nell'autunno 2017, gli fu concessa la semilibertà, per poter svolgere attività di volontariato.